# Суыксу
Суыксу́ (каз. Суықсу) — село в Бухар-Жырауском районе Карагандинской области Казахстана, образует административно-территориальную единицу «село Суыксу». 

## География
Населённый пункт расположен в крайней юго-восточной части Бухар-Жырауского района, к северу от озера Большой Сарыколь, в 154 километрах (по автодороге) к югу от районного центра посёлка Ботакара, в 98 километрах к юго-востоку от областного центра города Караганда. Соседние сёла: Акбастау в 11 километрах к юго-западу. Транспортное сообщение осуществляется автомобильной дорогой областного значения КМ-5 «Караганда—Калинино—Акбастау-Суыксу км 0-34,4». Высота центра — 688 метров над уровнем моря.

## Население
| Численность населения | Численность населения | Численность населения | Численность населения |
| 1989                  | 1999                  | 2009                  | 2021                  |
| --------------------- | --------------------- | --------------------- | --------------------- |
| 843                   | ↘539                  | ↘378                  | ↘126                  |

национальный состав
Процентное соотношение численно-преобладающих национальностей села согласно переписи населения 1989 года:
| Национальность | Процентное соотношение |
| -------------- | ---------------------- |
| казахи         | 72 %                   |
| другие         | 28 %                   |